# باشگاه فوتبال اینتر میلان در فصل ۲۴–۲۰۲۳
باشگاه فوتبال اینتر میلان در فصل ۲۴–۲۰۲۳ در سری آ و کوپا ایتالیا به همراه لیگ قهرمانان اروپا حضور دارد. این فصل ۱۱۶ اُمین سال فعالیت این تیم در فوتبال ایتالیا و ۱۰۸ اُمین حضور تیم در بالاترین سطح فوتبال این کشور است. اینتر در رقابت چهارجانبه سوپر جام ایتالیا نیز شرکت می کند.

## بازیکنان
تا تاریخ ۶ ژانویه ۲۰۲۴
| ش.          | بازیکن                     | ملیت.       | پست(ها)     | تاریخ تولد (سن)          | سال ورود    | باشگاه قبلی         |
| دروازه‌بانان | دروازه‌بانان                | دروازه‌بانان | دروازه‌بانان | دروازه‌بانان              | دروازه‌بانان | دروازه‌بانان         |
| ----------- | -------------------------- | ----------- | ----------- | ------------------------ | ----------- | ------------------- |
| ۱           | یان سومر                   | سوئیس       | دروازه‌بان   | ۱۷ دسامبر ۱۹۸۸ ‏(۳۶ سال)  | ۲۰۲۳        | بایرن مونیخ         |
| ۱۲          | رافائله دی جنارو           | ایتالیا     | دروازه‌بان   | ۳ اکتبر ۱۹۹۳ ‏(۳۱ سال)    | ۲۰۲۳        | جوبیو               |
| ۷۷          | امیل آئودرو                | ایتالیا     | دروازه‌بان   | ۱۸ ژانویهٔ ۱۹۹۷ ‏(۲۸ سال)  | ۲۰۲۳        | سمپدوریا            |
| مدافعان     |                            |             |             |                          |             |                     |
| ۶           | استفان د فرای              | هلند        | مدافع       | ۵ فوریهٔ ۱۹۹۲ ‏(۳۳ سال)    | ۲۰۱۸        | لاتزیو              |
| ۱۵          | فرانچسکو آچربی             | ایتالیا     | مدافع       | ۱۰ فوریهٔ ۱۹۸۸ ‏(۳۷ سال)   | ۲۰۲۲        | لاتزیو              |
| ۲۸          | بنجامین پاوارد             | فرانسه      | مدافع       | ۲۸ مارس ۱۹۹۶ ‏(۲۸ سال)    | ۲۰۲۳        | بایرن مونیخ         |
| ۳۰          | کارلوس آگوستو              | برزیل       | مدافع       | ۷ ژانویهٔ ۱۹۹۹ ‏(۲۶ سال)   | ۲۰۲۳        | مونتسا              |
| ۳۱          | یان اورل بیسک              | آلمان       | مدافع       | ۲۹ نوامبر ۲۰۰۰ ‏(۲۴ سال)  | ۲۰۲۳        | آرهوس               |
| ۳۲          | فدریکو دی مارکو            | ایتالیا     | مدافع       | ۱۰ نوامبر ۱۹۹۷ ‏(۲۷ سال)  | ۲۰۱۸        | سیون                |
| ۳۶          | متئو دارمیان               | ایتالیا     | مدافع       | ۲ دسامبر ۱۹۸۹ ‏(۳۵ سال)   | ۲۰۲۰        | پارما               |
| ۹۵          | الساندرو باستونی           | ایتالیا     | مدافع       | ۱۳ آوریل ۱۹۹۹ ‏(۲۵ سال)   | ۲۰۱۷        | آتالانتا            |
| هافبک‌ها     |                            |             |             |                          |             |                     |
| ۲           | دنزل دومفریس               | هلند        | هافبک       | ۱۸ آوریل ۱۹۹۶ ‏(۲۸ سال)   | ۲۰۲۱        | آیندهوون            |
| ۵           | استفانو سنسی               | ایتالیا     | هافبک       | ۵ اوت ۱۹۹۵ ‏(۲۹ سال)      | ۲۰۱۹        | ساسولو              |
| ۷           | خوان کوادرادو              | کلمبیا      | هافبک       | ۲۶ مهٔ ۱۹۸۸ ‏(۳۶ سال)      | ۲۰۲۳        | یوونتوس             |
| ۱۴          | دیوی کلاسن                 | هلند        | هافبک       | ۲۱ فوریهٔ ۱۹۹۳ ‏(۳۲ سال)   | ۲۰۲۳        | آژاکس               |
| ۱۶          | داویده فراتسی              | ایتالیا     | هافبک       | ۲۲ سپتامبر ۱۹۹۹ ‏(۲۵ سال) | ۲۰۲۳        | ساسولو              |
| ۱۷          | تیجان بیوکنن               | کانادا      | هافبک       | ۸ فوریهٔ ۱۹۹۹ ‏(۲۶ سال)    | ۲۰۲۴        | کلوب بروژ           |
| ۲۰          | هاکان چالهان‌اوغلو          | ترکیه       | هافبک       | ۸ فوریهٔ ۱۹۹۴ ‏(۳۱ سال)    | ۲۰۲۱        | آ.ث. میلان          |
| ۲۱          | کریستین اصلانی             | آلبانی      | هافبک       | ۹ مارس ۲۰۰۲ ‏(۲۳ سال)     | ۲۰۲۲        | امپولی              |
| ۲۲          | هنریخ مخیتاریان            | ارمنستان    | هافبک       | ۲۱ ژانویهٔ ۱۹۸۹ ‏(۳۶ سال)  | ۲۰۲۲        | آ.اس. رم            |
| ۲۳          | نیکولو بارلا (کاپیتان دوم) | ایتالیا     | هافبک       | ۷ فوریهٔ ۱۹۹۷ ‏(۲۸ سال)    | ۲۰۱۹        | کالیاری             |
| مهاجمان     |                            |             |             |                          |             |                     |
| ۸           | مارکو آرناتوویج            | اتریش       | مهاجم       | ۱۹ آوریل ۱۹۸۹ ‏(۳۵ سال)   | ۲۰۲۳        | بولونیا             |
| ۹           | مارکوس تورام               | فرانسه      | مهاجم       | ۶ اوت ۱۹۹۷ ‏(۲۷ سال)      | ۲۰۲۳        | بروسیا مونشن‌گلادباخ |
| ۱۰          | لائوتارو مارتینز ()        | آرژانتین    | مهاجم       | ۲۲ اوت ۱۹۹۷ ‏(۲۷ سال)     | ۲۰۱۸        | ریسینگ کلاب         |
| ۷۰          | الکسیس سانچز               | شیلی        | مهاجم       | ۱۹ دسامبر ۱۹۸۸ ‏(۳۶ سال)  | ۲۰۲۳        | المپیک مارسی        |

## نقل و انتقالات

### ورودی

#### انتقالات
| تاریخ          | پست       | بازیکن           | سن      | انتقال از    | هزینه            | منبع          |         |
| تابستان        | تابستان   | تابستان          | تابستان | تابستان      | تابستان          | تابستان       | تابستان |
| -------------- | --------- | ---------------- | ------- | ------------ | ---------------- | ------------- | ------- |
| ۱ ژوئیه ۲۰۲۳   | هافبک     | کریستین اصلانی   | ۲۱      | امپولی       | ۱۰ میلیون یورو   | [ ۲ ] [ ۳ ]   |         |
| ۱ ژوئیه ۲۰۲۳   | مهاجم     | مارکوس تورام     | ۲۵      | مونشن‌گلادباخ | رایگان           | [ ۴ ]         |         |
| ۷ ژوئیه ۲۰۲۳   | مدافع     | فرانچسکو آچربی   | ۳۵      | لاتزیو       | ۴ میلیون یورو    | [ ۵ ] [ ۶ ]   |         |
| ۱۲ ژوئیه ۲۰۲۳  | مدافع     | یان اورل بیسک    | ۲۲      | آرهوس        | ۷ میلیون یورو    | [ ۷ ] [ ۸ ]   |         |
| ۱۳ ژوئیه ۲۰۲۳  | دروازه‌بان | رافائله دی گنارو | ۲۹      | گوبیو        | فاش نشده         | [ ۹ ]         |         |
| ۱۹ ژوئیه ۲۰۲۳  | مدافع     | خوان کوادرادو    | ۳۵      | یوونتوس      | رایگان           | [ ۱۰ ]        |         |
| ۷ اوت ۲۰۲۳     | دروازه‌بان | یان سومر         | ۳۴      | بایرن مونیخ  | ۶.۷۵ میلیون یورو | [ ۱۱ ] [ ۱۲ ] |         |
| ۲۶ اوت ۲۰۲۳    | مهاجم     | الکسیس سانچز     | ۳۴      | مارسی        | رایگان           | [ ۱۳ ]        |         |
| ۳۰ اوت ۲۰۲۳    | مدافع     | بنژامن پاوار     | ۲۷      | بایرن مونیخ  | ۳۰ میلیون یورو   | [ ۱۴ ] [ ۱۵ ] |         |
| ۱ سپتامبر ۲۰۲۳ | هافبک     | دیوی کلاسن       | ۳۰      | آژاکس        | رایگان           | [ ۱۶ ]        |         |

#### به صورت قرضی
| تاریخ         | پست       | بازیکن          | سن      | قرض از   | هزینه           | منبع          |         |
| تابستان       | تابستان   | تابستان         | تابستان | تابستان  | تابستان         | تابستان       | تابستان |
| ------------- | --------- | --------------- | ------- | -------- | --------------- | ------------- | ------- |
| ۱ ژوئیه ۲۰۲۳  | هافبک     | داویده فراتسی   | ۲۳      | ساسولو   | ۶ میلیون یورو   | [ ۱۷ ] [ ۱۸ ] |         |
| ۱۰ اگوست ۲۰۲۳ | دروازه‌بان | امیل آئودرو     | ۲۶      | سمپدوریا | N/A             | [ ۱۹ ] [ ۲۰ ] |         |
| ۱۵ اگوست ۲۰۲۳ | هافبک     | کارلوس آگوستو   | ۲۴      | مونتسا   | ۴.۵ میلیون یورو | [ ۲۱ ] [ ۲۲ ] |         |
| ۱۶ اگوست ۲۰۲۳ | مهاجم     | مارکو آرناتوویج | ۳۴      | بولونیا  | N/A             | [ ۲۳ ] [ ۲۴ ] |         |

### خروجی

#### انتقالات
| تاریخ        | پست       | بازیکن          | سن      | انتقال به     | هزینه   | منبع    |         |
| تابستان      | تابستان   | تابستان         | تابستان | تابستان       | تابستان | تابستان | تابستان |
| ------------ | --------- | --------------- | ------- | ------------- | ------- | ------- | ------- |
| ۱ ژوئیه ۲۰۲۳ | دروازه‌بان | الکس کورداز     | ۴۰      | بازیکن آزاد   | N/A     | [ ۲۵ ]  |         |
| ۱ ژوئیه ۲۰۲۳ | دروازه‌بان | سمیر هاندانوویچ | ۳۸      | بازنشسته      | N/A     | [ ۲۶ ]  |         |
| ۱ ژوئیه ۲۰۲۳ | مدافع     | دنیلو دمبروزیو  | ۳۴      | مونتزا        | رایگان  | [ ۲۷ ]  |         |
| ۱ ژوئیه ۲۰۲۳ | مدافع     | دالبرت هنریکه   | ۲۹      | اینترناسیونال | رایگان  |         |         |

#### به صورت قرضی
| تاریخ         | پست       | بازیکن              | سن      | قرض داده شد به   | هزینه   | منبع    |         |
| تابستان       | تابستان   | تابستان             | تابستان | تابستان          | تابستان | تابستان | تابستان |
| ------------- | --------- | ------------------- | ------- | ---------------- | ------- | ------- | ------- |
| ۳ ژوئیه ۲۰۲۳  | مدافع     | ماتیا زانوتی        | ۲۰      | سنت گالن         | N/A     | [ ۲۸ ]  |         |
| ۸ ژوئیه ۲۰۲۳  | مدافع     | زینو ونهوسدن        | ۲۳      | استاندارد لیژ    | N/A     | [ ۲۹ ]  |         |
| ۱۴ ژوئیه ۲۰۲۳ | مهاجم     | مارتین ساتریانو     | ۲۲      | استاد برستوا     | N/A     | [ ۳۰ ]  |         |
| ۱۵ ژوئیه ۲۰۲۳ | هافبک     | والنتین کاربونی     | ۱۸      | مونتزا           | N/A     | [ ۳۱ ]  |         |
| ۲۰ ژوئیه ۲۰۲۳ | هافبک     | گائتانو اوریستانیو  | ۲۰      | کالیاری          | N/A     | [ ۳۲ ]  |         |
| ۲۰ ژوئیه ۲۰۲۳ | دروازه‌بان | ویلیام رویدا        | ۲۰      | ارورا پرو پاتریا | N/A     | [ ۳۳ ]  |         |
| ۲۰ ژوئیه ۲۰۲۳ | مدافع     | آندره آ مورتی       | ۲۱      | ارورا پرو پاتریا | N/A     | [ ۳۳ ]  |         |
| ۲۲ ژوئیه ۲۰۲۳ | مدافع     | الساندرو سیلوسترو   | ۲۰      | فیورنزولا        | N/A     | [ ۳۴ ]  |         |
| ۲۶ ژوئیه ۲۰۲۳ | مدافع     | فرانچسکو نونزیاتینی | ۲۰      | تورس             | N/A     | [ ۳۵ ]  |         |
| ۲۷ ژوئیه ۲۰۲۳ | دروازه‌بان | آندری رادو          | ۲۶      | بورنموث          | N/A     | [ ۳۶ ]  |         |
| ۱ اوت ۲۰۲۳    | هافبک     | جاکوپو جیانلی       | ۲۲      | فرمنا            | N/A     | [ ۳۷ ]  |         |
| ۱ اوت ۲۰۲۳    | مهاجم     | فرانچسکو اسپوزیتو   | ۱۸      | اسپتزیا          | N/A     | [ ۳۸ ]  |         |

#### سایر خروجی‌ها/ پایان قرض
| ۳۰ ژوئن ۲۰۲۳ | مدافع | فرانچسکو آچربی | ۳۵ | لاتزیو  |  |
| ۳۰ ژوئن ۲۰۲۳ | مدافع | رائول بلانووا  | ۲۳ | کالیاری |  |
| ۳۰ ژوئن ۲۰۲۳ | هافبک | کریستین اصلانی | ۲۱ | امپولی  |  |
| ۳۰ ژوئن ۲۰۲۳ | مهاجم | روملو لوکاکو   | ۳۰ | چلسی    |  |

## پیش‌فصل و دوستانه
برد       تساوی       باخت       برنامه‌ریزی‌شده
| ۲۷ ژوئیه ۲۰۲۳ دوستانه            | اینترمیلان | ۱-۱ | النصر | اوزاکا، ژاپن |
| زمان اروپای مرکزی (یوتی‌سی ۱:۰۰+) |            |     |       |              |

| ۱ اگوست ۲۰۲۳ دوستانه             | اینترمیلان | ۲–۱ | پاری سن ژرمن | توکیو، ژاپن |
| زمان اروپای مرکزی (یوتی‌سی ۱:۰۰+) |            |     |              |             |

## مسابقات

### سری آ

#### جدول رده بندی
| رتبه | تیم         | بازی | برد | مساوی | باخت | گل زده | گل خورده | تفاضل گل | امتیاز | نتیجه                      |
| ---- | ----------- | ---- | --- | ----- | ---- | ------ | -------- | -------- | ------ | -------------------------- |
| ۱    | اینتر میلان | ۳۸   | ۲۹  | ۷     | ۲    | ۸۹     | ۲۲       | ۶۷+      | ۹۴     | صعود به لیگ قهرمانان اروپا |
| ۲    | آ.ث.میلان   | ۳۸   | ۲۲  | ۹     | ۷    | ۷۶     | ۴۹       | ۲۷+      | ۷۵     | صعود به لیگ قهرمانان اروپا |
| ۳    | یوونتوس     | ۳۸   | ۱۹  | ۱۴    | ۵    | ۵۴     | ۳۱       | ۲۳+      | ۷۱     | صعود به لیگ قهرمانان اروپا |
| ۴    | آتالانتا    | ۳۸   | ۲۱  | ۶     | ۱۱   | ۷۲     | ۴۲       | ۳۰+      | ۶۹     | صعود به لیگ قهرمانان اروپا |
| ۵    | بولونیا     | ۳۸   | ۱۸  | ۱۴    | ۶    | ۵۴     | ۳۲       | ۲۲+      | ۶۸     | صعود به لیگ قهرمانان اروپا |

#### روند هفته به هفته
| هفته    | ۱ | ۲ | ۳ | ۴ | ۵ | ۶ | ۷ | ۸ | ۹ | ۱۰ | ۱۱ | ۱۲ | ۱۳ | ۱۴ | ۱۵ | ۱۶ | ۱۷ | ۱۸ | ۱۹ | ۲۰ | ۲۱ | ۲۲ | ۲۳ | ۲۴ | ۲۵ | ۲۶ | ۲۷ | ۲۸ | ۲۹ | ۳۰ | ۳۱ | ۳۲ | ۳۳ | ۳۴ | ۳۵ | ۳۶ | ۳۷ | ۳۸ |
| ------- | - | - | - | - | - | - | - | - | - | -- | -- | -- | -- | -- | -- | -- | -- | -- | -- | -- | -- | -- | -- | -- | -- | -- | -- | -- | -- | -- | -- | -- | -- | -- | -- | -- | -- | -- |
| زمین    | خ | ب | خ | خ | ب | خ | ب | خ | ب | خ  | ب  | خ  | ب  | ب  | خ  | ب  | خ  | ب  | خ  | ب  | خ  | ب  | خ  | ب  | خ  | ب  | خ  | ب  | خ  | خ  | ب  | خ  | ب  | خ  | ب  | ب  | خ  | ب  |
| دستاورد | پ | پ | پ | پ | پ | ش | پ | م | پ | پ  | پ  | پ  | م  | پ  | پ  | پ  | پ  | م  | پ  | پ  | پ  | پ  | پ  | پ  | پ  | پ  | پ  | پ  | م  | پ  | پ  | پ  | پ  | پ  | ش  | پ  | م  | م  |
| جایگاه  | ۴ | ۳ | ۱ | ۱ | ۱ | ۱ | ۱ | ۲ | ۱ | ۱  | ۱  | ۱  | ۱  | ۱  | ۱  | ۱  | ۱  | ۱  | ۱  | ۱  | ۲  | ۱  | ۱  | ۱  | ۱  | ۱  | ۱  | ۱  | ۱  | ۱  | ۱  | ۱  | ۱  | ۱  | ۱  | ۱  | ۱  | ۱  |

زمین: ب = بیرون از خانه، خ = داخل خانه. دست‌آورد: پ = پیروزی، ش = شکست، م = مساوی، ع = به تعویق افتاده.

#### خلاصه بازی ها
| ۲۰ اوت ۲۰۲۳ ۱                          | اینترمیلان          | ۲–۰   | مونتزا        | میلان                                                        |
| ۲۰:۴۵ زمان اروپای مرکزی (یوتی‌سی ۱:۰۰+) | مارتینز ۸'، ۷۶' '۳۲ | گزارش | کالدیرولا '۴۱ | ورزشگاه: جوزپه مه آتزا تماشاگران: ۷۲,۵۰۹ داور: آندره آ کلمبو |

| ۲۷ اوت ۲۰۲۳ ۲                          | کالیاری    | ۰–۲   | اینترمیلان                                | کالیاری                                                    |
| ۲۰:۴۵ زمان اروپای مرکزی (یوتی‌سی ۱:۰۰+) | لوومبو '۸۱ | گزارش | دومفریس ۲۱' · مارتینز ۳۰' · مخیتاریان '۸۱ | ورزشگاه: ساردینیا آرنا تماشاگران: ۱۶,۴۱۲ داور: مایکل فابری |

| ۳ سپتامبر ۲۰۲۳ ۳                       | اینترمیلان                                                      | ۴–۰   | فیورنتینا  | میلان                                                      |
| ۱۸:۳۰ زمان اروپای مرکزی (یوتی‌سی ۱:۰۰+) | تورام ۲۳' · بارلا '۶+۴۵ · مارتینز ۵۳'، ۷۳' · هاکان ۵۸' (پنالتی) | گزارش | رانیری '۳۹ | ورزشگاه: جوزپه مه آتزا تماشاگران: ۷۲,۷۳۹ داور: متئو مارکتی |

| ۱۷ سپتامبر ۲۰۲۳ ۴                      | اینترمیلان                                                                  | ۵–۱   | آ.ث. میلان                         | میلان                                                      |
| ۱۸:۰۰ زمان اروپای مرکزی (یوتی‌سی ۱:۰۰+) | مخیتاریان ۵'، ۶۹' · تورام ۳۸' · هاکان '۷۲ ۷۹' (پنالتی) · فراتسی ۳+۹۰' '۴+۹۰ | گزارش | تیاو '۲۴ · لئائو ۵۷' · ارناندز ۶۱' | ورزشگاه: جوزپه مه آتزا تماشاگران: ۷۵,۵۷۱ داور: سیمونه سوزا |

| ۲۴ سپتامبر ۲۰۲۳ ۵                      | امپولی             | ۰–۱   | اینترمیلان                             | امپولی                                                        |
| ۱۲:۳۰ زمان اروپای مرکزی (یوتی‌سی ۱:۰۰+) | پتزلا '۳۳ مالح '۶۲ | گزارش | آچربی '۲۶ · دی مارکو ۵۱' · باستونی '۶۵ | ورزشگاه: کارلو کاستلانی تماشاگران: ۱۵,۶۵۱ داور: متئو مارسنارو |

| ۲۷ سپتامبر ۲۰۲۳ ۶                      | اینترمیلان    | ۱–۲   | ساسولو                                | میلان                                             |
| ۲۰:۴۵ زمان اروپای مرکزی (یوتی‌سی ۱:۰۰+) | دومفریس ۱+۴۵' | گزارش | بایرامی ۵۴' · براردی ۶۳' · هنریکه '۷۴ | ورزشگاه: آرکی تماشاگران: ۷۰,۸۶۴ داور: لوکا ماسیمی |

| ۳۰ سپتامبر ۲۰۲۳ ۷                      | سالرنیتانا            | ۰–۴   | اینترمیلان                             | سالرنو                                                       |
| ۲۰:۴۵ زمان اروپای مرکزی (یوتی‌سی ۱:۰۰+) | کابرال '۶۰ گیومبر '۶۹ | گزارش | هاکان '۲۵ · مارتینز ۶۲'، ۷۷'، ۸۵'، ۸۹' | ورزشگاه: جوزپه مه آتزا تماشاگران: ۲۸,۰۸۵ داور: روزاریو آبیسو |

| ۷ اکتبر ۲۰۲۳ ۸                         | اینترمیلان                                | ۲-۲   | بولونیا                                                                              | میلان                                                      |
| ۱۵:۰۰ زمان اروپای مرکزی (یوتی‌سی ۱:۰۰+) | آچربی ۱۱' · مارتینز ۱۳' '۵۸ · باستونی '۹۰ | گزارش | اورسولینی ۱۹' (پنالتی) · دن ندویه '۳۳ · زیرکزی ۵۲' · سام بیوکما '۳+۹۰ · فرگوسن '۴+۹۰ | ورزشگاه: جوزپه مه آتزا تماشاگران: ۷۴,۰۷۲ داور: مارکو گویدا |

| ۲۱ اکتبر ۲۰۲۳ ۹                        | تورینو    | ۳-۰   | اینترمیلان                                                                | تورین                                                     |
| ۱۸:۰۰ زمان اروپای مرکزی (یوتی‌سی ۱:۰۰+) | لینتی '۸۰ | گزارش | بارلا '۴۹ · تورام ۵۹' · مارتینس ۶۷' · هاکان ۵+۹۰' (پنالتی) · آگوستو '۶+۹۰ | ورزشگاه: المپیک تورین تماشاگران: ۲۶,۱۹۳ داور: متئو مارکتی |

| ۲۹ اکتبر ۲۰۲۳ ۱۰                       | اینترمیلان                                       | ۰-۱   | آ.اس. رم                                       | میلان                                                       |
| ۱۸:۰۰ زمان اروپای مرکزی (یوتی‌سی ۱:۰۰+) | پاوارد '۳۳ · هاکان '۵۶ · باستونی '۶۴ · تورام ۸۱' | گزارش | مانچینی '۱۳ اندیکا '۴۷ پاردس '۵۰ کریستانته '۶۸ | ورزشگاه: جوزپه مه آتزا تماشاگران: ۷۵,۵۷۳ داور: فابیو مارسکا |

### کوپا ایتالیا
| ۲۰ دسامبر ۲۰۲۳ ۱/۸ نهایی               | اینترمیلان                                                        | ۲-۱   | بولونیا                                                              | میلان                                                       |
| ۲۱:۰۰ زمان اروپای مرکزی (یوتی‌سی ۱:۰۰+) | بیسک '۵+۹۰ · آگوستو ۹۲' · دارمیان '۱۰۰ · پاوارد '۱۰۳ · بارلا '۱۰۹ | گزارش | لیکوگیانیس '۴۱ · هویدونک '۵۸ · فابین '۸۸ · بیوکما ۱۱۲' · اندویه ۱۱۶' | ورزشگاه: جوزپه مه آتزا تماشاگران: ۶۳,۵۱۹ داور: فدریکو لاپِنا |

### سوپرجام
| ۱۹ ژانویه ۲۰۲۴ نیمه نهایی              | اینترمیلان                                    | ۰-۳   | لاتزیو                  | ریاض، عربستان سعودی                                   |
| ۲۲:۰۰ زمان اروپای مرکزی (یوتی‌سی ۱:۰۰+) | تورام ۱۷' · چالهان‌اوغلو ۵۰'، '۷۹ · فراتسی ۸۷' | گزارش | رومانیولی '۶۴ وسینو '۷۰ | ورزشگاه: ملک سعود تماشاگران: ۲۰,۷۶۷ داور: متئو مارکتی |

| ۲۲ ژانویه ۲۰۲۴ فینال                   | اینترمیلان                                                      | ۰-۱   | ناپولی                                                 | ریاض، عربستان سعودی                                       |
| ۲۲:۰۰ زمان اروپای مرکزی (یوتی‌سی ۱:۰۰+) | چالهان‌اوغلو '۴۴ · د فرای '۴۷ · بارلا '۵۵ · مارتینز ۱+۹۰'، '۲+۹۰ | گزارش | رحمانی '۴۲ · زربین '۴۶ · سیمئونه '۵۵ '۶۰ · گائتانو '۹۰ | ورزشگاه: ملک سعود تماشاگران: ۲۴,۹۰۰ داور: آنتونیو راپوانو |

### لیگ قهرمانان

#### جدول گروه
| رتبه | تیم          | بازی | ب | م | ش | گ‌ز | گ‌خ | ام | راه‌یابی             |
| ---- | ------------ | ---- | - | - | - | -- | -- | -- | ------------------- |
| ۱    | رئال سوسیداد | ۶    | ۳ | ۳ | ۰ | ۷  | ۲  | ۱۲ | صعود به مرحله حذفی  |
| ۲    | اینترمیلان   | ۶    | ۳ | ۳ | ۰ | ۸  | ۵  | ۱۲ | صعود به مرحله حذفی  |
| ۳    | بنفیکا       | ۶    | ۱ | ۱ | ۴ | ۷  | ۱۱ | ۴  | انتقال به لیگ اروپا |
| ۴    | سالزبورگ     | ۶    | ۱ | ۱ | ۴ | ۴  | ۸  | ۴  |                     |

#### مرحله گروهی
| ۲۰ سپتامبر ۲۰۲۳ ۱                      | رئال سوسیداد                                      | ۱-۱   | اینترمیلان                                            | سان سباستیان، اسپانیا                                        |
| ۲۱:۰۰ زمان اروپای مرکزی (یوتی‌سی ۱:۰۰+) | مندس ۴' · مرینو '۷۰ · ترائوره '۷۰ · زوبلدیا '۵+۹۰ | گزارش | اصلانی '۱۳ · مخیتاریان '۶۰ · فراتسی '۷۰ · مارتینس ۸۷' | ورزشگاه: آنوئتا تماشاگران: ۳۶,۵۹۱ داور: مایکل الیور (انگلیس) |

| ۳ اکتبر ۲۰۲۳ ۲                         | اینترمیلان                                                        | ۰-۱   | بنفیکا | میلان، ایتالیا                                                  |
| ۲۱:۰۰ زمان اروپای مرکزی (یوتی‌سی ۱:۰۰+) | تورام ۶۲' · مارتینس '۶۷ · بارلا '۶۸ · دومفرایس '۷۰ · اصلانی '۵+۹۰ | گزارش |        | ورزشگاه: جوزپه مه آتزا تماشاگران: ۶۶,۵۷۳ داور: دنی ماکلی (هلند) |

| ۲۴ اکتبر ۲۰۲۳ ۳                        | اینترمیلان                                     | ۱-۲   | سالزبورگ                        | میلان، ایتالیا                                                         |
| ۱۸:۴۵ زمان اروپای مرکزی (یوتی‌سی ۱:۰۰+) | سانچز ۱۹' · مخیتاریان '۲۸ · هاکان ۶۴' (پنالتی) | گزارش | شیمیچ '۲۳ · دوات '۲۹ · گلوخ ۵۷' | ورزشگاه: جوزپه مه آتزا تماشاگران: ۷۱,۸۲۵ داور: فرانسوا لتکسیه (فرانسه) |

| ۸ نوامبر ۲۰۲۳ ۴                        | سالزبورگ              | ۱-۰   | اینترمیلان                         | والز-زیتسنهایم، اتریش                                    |
| ۲۱:۰۰ زمان اروپای مرکزی (یوتی‌سی ۱:۰۰+) | پاولوویچ '۵۱ گلوخ '۷۵ | گزارش | بیسک '۲۷ · هاکان '۴۹ · مارتینز ۸۵' | ورزشگاه: ردبول آرنا تماشاگران: ۳۰,۰۷۱ داور: سردار (هلند) |

| ۲۹ نوامبر ۲۰۲۳ ۵                       | بنفیکا                                          | ۳-۳   | اینترمیلان                                            | لیسبون، پرتغال                                                            |
| ۲۰:۰۰ زمان اروپای مرکزی (یوتی‌سی ۱:۰۰+) | ماریو ۵'، ۱۳'، ۳۴' '۷۲ · موراتو '۷۸ · سیلوا '۸۶ | گزارش | آرناتوویج ۵۱' · فراتسی ۵۸' · سانچز ۷۲' · کوادرادو '۷۶ | ورزشگاه: استادیو دا لوز تماشاگران: ۵۲,۹۴۴ داور: آندریس تریمانیس (لیتوانی) |

| ۱۲ دسامبر ۲۰۲۳ ۶                       | اینترمیلان  | ۰-۰   | رئال سوسیداد                                   | میلان، ایتالیا                                                    |
| ۲۱:۰۰ زمان اروپای مرکزی (یوتی‌سی ۱:۰۰+) | مارتینز '۷۵ | گزارش | زوبلدیا '۲۱ زاخاریان '۴۴ کوبو '۷۶ لوستوندو '۸۵ | ورزشگاه: جوزپه مه آتزا تماشاگران: ۶۹,۰۱۰ داور: ساندرو شرر (سوئیس) |

#### مرحله حذفی

##### ۱/۸ نهایی
| ۲۰ فوریه ۲۰۲۴ رفت                      | اینترمیلان                            | ۰-۱   | اتلتیکو مادرید                             | میلان، ایتالیا                                                        |
| ۲۱:۰۰ زمان اروپای مرکزی (یوتی‌سی ۱:۰۰+) | مارکو ۷۹' · فراتسی '۷۶ · آگوستو '۴+۹۰ | گزارش | هرموسو '۵۳ ساویچ '۸۲ موراتا '۸۴ کوکه '۹۰+۲ | ورزشگاه: جوزپه مه آتزا تماشاگران: ۷۳,۷۰۹ داور: ایشتوان کوواچ (رومانی) |

| ۱۳ مارس ۲۰۲۴ برگشت                     | اتلتیکو مادرید                                | ۱-۲ (۲-۳) | اینترمیلان                                                 | مادرید، اسپانیا                                                        |
| ۲۱:۰۰ زمان اروپای مرکزی (یوتی‌سی ۱:۰۰+) | گریزمن ۳۵' · هرموسو '۴۱ · دپای '۸۷ · کوکه '۹۰ | گزارش     | دی مارکو ۳۳' · چالهان‌اوغلو '۱۰۴ · آچربی '۲+۱۰۵ · بیسک '۱۱۸ | ورزشگاه: متروپولیتانو تماشاگران: ۶۹,۱۹۶ داور: شیمون مارسینیاک (لهستان) |

## آمار

### آمار تیم
| لیگ                     | نتیجه   | گل زده | گل خورده | رکورد | رکورد | رکورد | رکورد | رکورد   |
| لیگ                     | نتیجه   | گل زده | گل خورده | G     | W     | D     | L     | پیروز % |
| ----------------------- | ------- | ------ | -------- | ----- | ----- | ----- | ----- | ------- |
| سری آ                   | قهرمان  | ۸۹     | ۲۲       | ۳۸    | ۲۹    | ۷     | ۲     | ۰۷۶     |
| کوپا ایتالیا            | یک هشتم | ۱      | ۲        | ۱     | ۰     | ۰     | ۱     | ۰۰۰٫۰۰  |
| سوپر جام فوتبال ایتالیا | قهرمان  | ۴      | ۰        | ۲     | ۲     | ۰     | ۰     | ۱۰۰     |
| لیگ قهرمانان اروپا      | یک هشتم | ۱۰     | ۷        | ۸     | ۴     | ۳     | ۱     | ۰۵۰     |
| مجموع                   | -       | ۱۰۴    | ۳۱       | ۴۹    | ۳۵    | ۱۰    | ۴     | ۰۷۱     |

### آمار بازیکنان
| شماره | ملیت     | نام               | پست       | سری آ | سری آ | کوپا ایتالیا | کوپا ایتالیا | سوپر کاپ | سوپر کاپ | لیگ قهرمانان | لیگ قهرمانان | مجموع | مجموع |
| شماره | ملیت     | نام               | پست       | بازی  | گل    | بازی         | گل           | بازی     | گل       | بازی         | گل           | بازی  | گل    |
| ----- | -------- | ----------------- | --------- | ----- | ----- | ------------ | ------------ | -------- | -------- | ------------ | ------------ | ----- | ----- |
| ۱     | سوئیس    | یان سومر          | دروازه‌بان | ۰     | ۰     | ۰            | ۰            | ۰        | ۰        | ۰            | ۰            | ۰     | ۰     |
| ۲     | هلند     | دنزل دومفریس      | هافبک     | ۰     | ۰     | ۰            | ۰            | ۰        | ۰        | ۰            | ۰            | ۰     | ۰     |
| ۵     | ایتالیا  | استفانو سنسی      | هافبک     | ۰     | ۰     | ۰            | ۰            | ۰        | ۰        | ۰            | ۰            | ۰     | ۰     |
| ۶     | هلند     | استفان د فرای     | مدافع     | ۰     | ۰     | ۰            | ۰            | ۰        | ۰        | ۰            | ۰            | ۰     | ۰     |
| ۷     | کلمبیا   | خوان کوادرادو     | هافبک     | ۰     | ۰     | ۰            | ۰            | ۰        | ۰        | ۰            | ۰            | ۰     | ۰     |
| ۸     | اتریش    | مارکو آرناتوویج   | مهاجم     | ۰     | ۰     | ۰            | ۰            | ۰        | ۰        | ۰            | ۰            | ۰     | ۰     |
| ۹     | فرانسه   | مارکوس تورام      | مهاجم     | ۰     | ۰     | ۰            | ۰            | ۰        | ۰        | ۰            | ۰            | ۰     | ۰     |
| ۱۰    | آرژانتین | لائوتارو مارتینس  | مهاجم     | ۰     | ۰     | ۰            | ۰            | ۰        | ۰        | ۰            | ۰            | ۰     | ۰     |
| ۱۲    | ایتالیا  | رافائله دی جنارو  | دروازه‌بان | ۰     | ۰     | ۰            | ۰            | ۰        | ۰        | ۰            | ۰            | ۰     | ۰     |
| ۱۴    | هلند     | دیوی کلاسن        | هافبک     | ۰     | ۰     | ۰            | ۰            | ۰        | ۰        | ۰            | ۰            | ۰     | ۰     |
| ۱۵    | ایتالیا  | فرانچسکو آچربی    | مدافع     | ۰     | ۰     | ۰            | ۰            | ۰        | ۰        | ۰            | ۰            | ۰     | ۰     |
| ۱۶    | ایتالیا  | داویده فراتسی     | هافبک     | ۰     | ۰     | ۰            | ۰            | ۰        | ۰        | ۰            | ۰            | ۰     | ۰     |
| ۱۷    | کانادا   | تیجان بیوکنن      | هافبک     | ۰     | ۰     | ۰            | ۰            | ۰        | ۰        | ۰            | ۰            | ۰     | ۰     |
| ۲۰    | ترکیه    | هاکان چالهان‌اوغلو | هافبک     | ۰     | ۰     | ۰            | ۰            | ۰        | ۰        | ۰            | ۰            | ۰     | ۰     |
| ۲۱    | آلبانی   | کریستین اصلانی    | هافبک     | ۰     | ۰     | ۰            | ۰            | ۰        | ۰        | ۰            | ۰            | ۰     | ۰     |
| ۲۲    | ارمنستان | هنریخ مخیتاریان   | هافبک     | ۰     | ۰     | ۰            | ۰            | ۰        | ۰        | ۰            | ۰            | ۰     | ۰     |
| ۲۳    | ایتالیا  | نیکولو بارلا      | هافبک     | ۰     | ۰     | ۰            | ۰            | ۰        | ۰        | ۰            | ۰            | ۰     | ۰     |
| ۲۸    | فرانسه   | بنجامین پاوارد    | مدافع     | ۰     | ۰     | ۰            | ۰            | ۰        | ۰        | ۰            | ۰            | ۰     | ۰     |
| ۳۰    | برزیل    | کارلوس آگوستو     | دفاع      | ۰     | ۰     | ۰            | ۰            | ۰        | ۰        | ۰            | ۰            | ۰     | ۰     |
| ۳۱    | آلمان    | یان اورل بیسک     | دفاع      | ۰     | ۰     | ۰            | ۰            | ۰        | ۰        | ۰            | ۰            | ۰     | ۰     |
| ۳۲    | ایتالیا  | فدریکو دی مارکو   | دفاع      | ۰     | ۰     | ۰            | ۰            | ۰        | ۰        | ۰            | ۰            | ۰     | ۰     |
| ۳۶    | ایتالیا  | متئو دارمیان      | دفاع      | ۰     | ۰     | ۰            | ۰            | ۰        | ۰        | ۰            | ۰            | ۰     | ۰     |
| ۴۲    | فرانسه   | لوسین اگوم        | هافبک     | ۰     | ۰     | ۰            | ۰            | ۰        | ۰        | ۰            | ۰            | ۰     | ۰     |
| ۷۰    | شیلی     | الکسیس سانچز      | مهاجم     | ۰     | ۰     | ۰            | ۰            | ۰        | ۰        | ۰            | ۰            | ۰     | ۰     |
| ۷۷    | ایتالیا  | امیل آئودرو       | دروازه‌بان | ۰     | ۰     | ۰            | ۰            | ۰        | ۰        | ۰            | ۰            | ۰     |       |
| ۹۵    | ایتالیا  | الساندرو باستونی  | دفاع      | ۰     | ۰     | ۰            | ۰            | ۰        | ۰        | ۰            | ۰            | ۰     |       |